# Agelenopsis potteri
Agelenopsis potteri är en spindelart som först beskrevs av John Blackwall 1846.  Agelenopsis potteri ingår i släktet Agelenopsis och familjen trattspindlar. Inga underarter finns listade i Catalogue of Life.